# Pantydia sordida
Pantydia sordida är en fjärilsart som beskrevs av Butler 1886. Pantydia sordida ingår i släktet Pantydia och familjen nattflyn. Inga underarter finns listade i Catalogue of Life.